# Alone I Break
Az Alone I Break egy dal, az amerikai nu metal együttestől, a Korntól. Először az Untouchablesen, az ötödik Korn albumon lehetett hallani. A harmadik kislemez az albumról, 2002. november 11-én jelent meg.
Ezt a dalt otthon írtam, még mielőtt studiót csináltam volna belőle. Volt egy dobtéma, és Munky átjött, és kitalálta a gitár részét, így született ez a nagyszerű dal. Az egyik kedvenc Korn számom. Különbözik attól, amit addig csináltunk, és az elevenjére tapint a dolgoknak. Egy olyan pillanatomban írtam, amikor nagyon nyomott hangulatom volt. Az egész Untouchables olyan hangulatban íródott, a bandából mindenki rossz passzban volt akkoriban. Én is így éreztem magam, szóval megírtam ezt a számot az egyedül létről, és összeomlásról, és az érzésről, amit egy embernek éreznie kell. Keménynek kell lenned, és túl kell lépned a problémákon. Szóval igazából ezt mondom: "Az tesz engem nem férfivá, ha rosszul érzem magam, valami kis dolog miatt?"
- Jonathan Davis

## Zenei háttér
Ez a dal egy metal ballada. Tiszta éneket, különösen torzított gitárokat, és szintetikus dobtémákat. Head és Munky a studióban 14 húros gitárokat használtak, hogy tág tartományban tudjanak gitározni.

## Fogadtatás
Az Alone I Break hasonló sikereket ért el, mint a két másik kislemez az Untouchablesről. AZ US Alternatív Számok Listáján, a Billboardon 34. helyet ért el, az US Mainstream Rock Dalok Listáján, ami szintén Billboard pedig 19. lett.

## Előadás
A 2002-es Pop Sux! Tour alatt, ami az Untouchables reklámozta, néha játszották, de hamarosan kivették a játszandó dalok közül, mert élőben nehéz ugyanazt a hangulatot megteremteni, amit a studióverzió áraszt magából. Ez egyébként szinte az összes Untouchablesen szereplő számra igaz; nem is nagyon szoktak arról az albumról játszani. Jonathan azonban játszotta a 2007-es Alone I Play Tour nevezetű turnéján. A Korn kilenc év után az Illinois állambeli Bloomingtonban játszotta, a Music as a Weapon V Tour keretein belül, 2011. január 14-én.

## Videó
Az MTV egyik díját, az mtvTREATMENT nevű díjat az Alone I Break videója nyerte meg. Sean Pack rendezte.
A klip valóságshowszerű. Az öt Korn tag: Jonathan, Munky, Head, David és Fieldy és két nő szerepel a klipben; egy házba vannak zárva, és kamerákkal figyelik őket. Az elején a Korn ezt a számot játssza, miközben arról kapunk képeket, hogy Jonathan hogy dühöng a szobájában. A zenekar játssza a számot, majd Jonathan hirtelen nekiront Munkynak. Egy ideig dulakodnak, majd Fieldy szétszedi őket. Munky nem érti, mi történt. Az incidens után Jonathan a szobájában dühöng, Munky pedig fürdik, de elalszik a kádban. Jonathan bemegy és egy lámpát belelök a kádba, ezáltal Munky meghal, agyoncsapja az áram. Ettől egy időre az összes lámpa villogni kezd a házban, de a többiek nem tulajdonítanak neki nagyobb szerepet. Jonathan ezután Headet is megöli. Head kimegy az erkélyre, miközben telefonál valakivel. Jonathan ledobja Headet, majd a telefonját is utána hajítja. Jonathan ezután David szobája felé veszi az irányt. David két nővel alszik. Jonathan megfojtja egy párnával, majd halkan távozik. Az utolsó áldozata Fieldy, aki épp spagettit készít magának. Jonathan egy polcról patkánymérget vesz le, és amikor Fieldy kimegy a konyhából egy időre, beleszórja azt a spagettibe. Fieldy eszik a spagettiből, majd meghal. Ezután Jonathan elhagyja a házat, majd megöli a kamerást is. Ezeknek a történéseknek az ideje: a zenekar késő délután játszik, Munkyt kora este öli meg Jonathan, Headet éjszaka öli meg, Davis Silveriát a nagyon korai órákban, Fieldyt pedig hajnalban mérgezi meg. Ennek megfelelően reggel lép ki a házból, és öli meg a kamerást.

## Lásd még
- Dalszöveg Archiválva 2012. április 24-i dátummal a Wayback Machine-ben
- Korn - Alone I Break. YouTube